# DDR-Meisterschaften im Biathlon 1974
Die DDR-Meisterschaften im Biathlon wurden 1974 zum 16. Mal ausgetragen und fanden vom 7. bis 10. März im Biathlonstadion Hofmannsloch von Zinnwald statt. Es waren die ersten Titelkämpfe nach einem Jahr Pause. Frank Pötter gewann seinen ersten und einzigen Einzel-Titel. Pötter war im Jahr zuvor Junioren-Vizeweltmeister geworden. Auch Karl-Heinz Menz gewann mit dem Sprint seinen einzigen Titel. Es war der erste Titel, der im neuen Sprintwettbewerb vergeben wurde. Nachdem der ASK Vorwärts Oberhof bei der letzten Meisterschaft die Serie der SG Dynamo Zinnwald unterbrochen hatte, holte sich der Verein den Titel zurück. Wie im Falle der Oberhofer gewann jedoch die Zweite Staffel der Zinnwälder vor der zweiten Staffel der Oberhofer. Günter Bartnik gewann in allen drei Wettbewerben die Bronzemedaille.

## Einzel (20 km)
| Platz | Sportler        | Verein               | Schießfehler | Zeit    |
| ----- | --------------- | -------------------- | ------------ | ------- |
| 1     | Frank Pötter    | SG Dynamo Zinnwald   | 5            | 1:33:38 |
| 2     | Manfred Geyer   | ASK Vorwärts Oberhof | 7            | 1:35:22 |
| 3     | Günter Bartnik  | SG Dynamo Zinnwald   | 8            | 1:36:30 |
| 4     | Manfred Beer    | SG Dynamo Zinnwald   | 8            | 1:37:55 |
| 5     | Reinhard Riese  | ASK Vorwärts Oberhof | 7            | 1:38:21 |
| 6     | Herbert Wiegand | ASK Vorwärts Oberhof | 8            | 1:40:01 |

## Sprint (10 km)
| Platz | Sportler        | Verein               | Schießfehler | Zeit  |
| ----- | --------------- | -------------------- | ------------ | ----- |
| 1     | Karl-Heinz Menz | ASK Vorwärts Oberhof | 3            | 41:04 |
| 2     | Karl-Heinz Wolf | ASK Vorwärts Oberhof | 5            | 41:18 |
| 3     | Günter Bartnik  | SG Dynamo Zinnwald   | 4            | 41:25 |
| 4     | Frank Pötter    | SG Dynamo Zinnwald   | 4            | 41:41 |
| 5     | Manfred Geyer   | ASK Vorwärts Oberhof | 5            | 41:49 |
| 6     | Reinhard Riese  | ASK Vorwärts Oberhof | 2            | 42:13 |

## Staffel (3 × 7,5 km)
| Platz | Verein                  | Sportler                                         | Schießfehler | Zeit    |
| ----- | ----------------------- | ------------------------------------------------ | ------------ | ------- |
| 1     | SG Dynamo Zinnwald II   | Rüdiger Mühlig Steffen Thierfelder Veit Schirmer | 6            | 1:27:38 |
| 2     | ASK Vorwärts Oberhof II | Herbert Wiegand Andreas Tresselt Reinhard Riese  | 2            | 1:28:07 |
| 3     | SG Dynamo Zinnwald I    | Manfred Beer Frank Pötter Günter Bartnik         | 7            | 1:29:36 |